# Яворська Ольга Йосипівна
Ольга Йосипівна Сарахман (нар. 21 квітня 1954, Заривинці), у шлюбі Яворська — українська письменниця. Член Національної спілки письменників України (1997) та Всеукраїнського об'єднання «Письменники Бойківщини» (2003).

## Життєпис
Народилася 21 квітня 1954 рок в селі Заривинці Бучацького району Тернопільської області. Закінчивши середню школу, вступила у 1971 році на математичний факультет Дрогобицького державного педагогічного інституту імені Івана Франка, який успішно закінчила у 1975 році.
Вчителює в Тур'ївській загальноосвітній середній школі Старосамбірського району на Львівщині.
Хворіла на туберкульоз мозку. Вранці 15 лютого 1978 року пережила клінічну смерть. Реанімована уколом адреналіну в серце.
Почала писати вірші ще у шкільні роки. Пише поезію і прозу. Неодноразово друкувалася в обласних та всеукраїнських газетах: «Слово Просвіти», «Літературна Україна», «Українська літературна газета», «Українське слово», «Вільне життя», альманахах «Поезія», «Боян», літературно-мистецьких часописах «Літературний Львів», «Дзвін», «Сова», «Літературний Тернопіль», «Березіль», «Золота Пектораль», «Харків», «Дніпро». Пише також нариси, критичні огляди, проблемні статті.
Член Національної Спілки письменників України з 1997 року та літературного об’єднання “Письменники Бойківщини” з 2003 року. Її ім'я вписане в Почесну Книгу-альманах «Золотий фонд Бойківщини»    
Глибоко переживає за долю рідного народу, за українську державу, намагається осягнути ідеали людського життя. Продовжує творчо працювати. Підготувала до видання нові книги поезії та прози. 

## Нагороди
- Педагогічна премія імені С. Дубравського (1993),
- Лауреатка літературної премії імені Івана Франка (2005),
- Лауреатка Всеукраїнської літературної премії імені Ірини Вільде (2008)
- Лауреатка Всеукраїнської літературної премії імені Леся Мартовича (2014),
- Лауреатка обласної літературної премії імені Богдана Лепкого (2014),
- Переможниця кількох літературно-краєзнавчих конкурсів імені Мирона Утриска (2001, 2002, 2003),
- Лауреатка конкурсу «Коронація слова — 2014» (Спеціальна відзнака в номінації Романи).
- Диплом ІІ Всеукраїнського літературного конкурсу рекописів прози на кращу книжку року «Крилатий Лев» (2017)
- ім'я Ольги Яворської вписане в почесну книгу-альманах «Золотий фонд Бойківщини».